# Kistowski

Herb Drzewica II vel Kistowski

Kistowski – kaszubski herb szlachecki. Według Przemysława Pragerta odmiana herbu Drzewica lub Księżyc.

## Opis herbu
Herb występował przynajmniej w trzech wariantach. Opisy z wykorzystaniem zasad blazonowania, zaproponowanych przez Alfreda Znamierowskiego:
Kistowski I (Essen-Kistowski, Essen, Drzewica odmienny, Księżyc odmienny): W polu błękitnym półksiężyc z twarzą srebrny, z gwiazdą złotą nad każdym rogiem. Klejnot: nad hełmem w koronie remię zbrojne z mieczem wzniesione do cięcia. Labry błękitne, podbite srebrem.
Według Uruskiego, herb ten przedstawiał się inaczej:
Drzewica II (Kistowski): W polu błękitnym półksiężyc złoty między dwiema takimiż gwiazdami w słup. Klejnot: nad hełmem w koronie ramię zbrojne z mieczem wsparte na łokciu. Labry błękitne, podbite złotem.
Kistowski II (Essen-Kistowski, Księżyc odmienny): W polu zapewne błękitnym półksiężyc z twarzą srebrny, w lewo między dwiema gwiazdami złotymi w pas i trzecią takąż gwiazdą u dołu. Klejnot: nad hełmem w koronie pół lwa złotego, trzymającego miecz w prawej łapie. Labry błękitne, podbite srebrem.
Kistowski III (Księżyc odmienny): W polu zapewne błękitnym półksiężyc z twarzą złoty, nad którym trzy takież gwiazdy w pas, środkowa nieco wyżej. Klejnotu, hełmu i labrów brak, bezpośrednio nad tarczą korona.

## Najwcześniejsze wzmianki
Wariant podstawowy wymieniany przez Ledebura (Adelslexikon der preussiche Monarchie von...), Nowego Siebmachera, Wincklera (Die nationalitaten Pomerellens) oraz Żernickiego (Der polnische Adel, Die polnischen Stamwappen). Herbu tego używała rodzina Kistowskich służąca w armii pruskiej w wiekach XVIII-XIX. Ma to być herb rodu von Essen, przybyłego do Prus w XIV wieku i w XVII wieku osiadłej w Inflantach. Wariant II wymieniany przez Żernickiego, wariant III przez Żernickiego i Siebmachera. Herb ten pochodzi z pieczęci z 1772.

## Rodzina Kistowskich
Rodzina wywodząca się ze wsi Kistowo. Pierwsza wzmianka z 1608 (Wawrzyniec Kistowski), ale już w 1570 wymieniony został jeden z przydomków rodziny (Wawrzyniec Jarosz). Kolejne wzmianki z 1648 (pan Kistowski), 1662 (dwóch Kistowskich, Jan Kistowski), 1682 (Mikołaj, Mirosław, Jakub, Michał Kistowski), 1772 (Paweł Kistowski). Oprócz gniazdowego Kistowa, w wiekach XVIII i XIX rodzina posiadała też działy we wsiach: Borek, Chośnica, Częstkowo, Gostomie, Łączyno, Mściszewice, Podjazy, Orlik, Czerniewo, Miszewo.

## Herbowni
Kistowski (Kisstowski). Rodzina nosiła w różnych gałęziach przydomki Essen i Jaroch, z tym że Jarochom przyporządkowano herb Drzewica z nieznaną odmianą. Niewykluczone, że chodzi tu po prostu o herb Kistowski I.
Tadeusz Gajl przypisuje Kistowskim herby Drzewica II (za Uruskim) lub Trzy Gwiazdy. Zwraca uwagę podobieństwo godeł herbów Trzy Gwiazdy i Kistowski III. Gajl podaje ponadto jako herbownych Drzewicy II Gostkowskich i Duchnowskich. W przypadku tej pierwszej rodziny jest to przekłamanie, Gostkowscy używali herbu Gostkowski, niemal identycznego, ale jednak odmiennego.